# Stazione di Wiener Neustadt Centrale
La stazione di Wiener Neustadt Centrale (in tedesco Wiener Neustadt Hbf) è la principale stazione ferroviaria della città austriaca di Wiener Neustadt.

## Movimento

### S-Bahn
La stazione è servita dalle linee S3, S4 e S60 del trasporto ferroviario suburbano:

### Esplicative
1. ↑  Abbreviazione di Wiener Neustadt Hauptbahnhof, letteralmente "Wiener Neustadt stazione principale".

### Bibliografiche
1. ↑   Mappa della rete (PDF), su oebb.at. URL consultato il 4 maggio 2019 (archiviato dall'url originale il 17 aprile 2018).